# Ауерова мрежица
Ауерова мрежица је у употреби од 1885. Израђује се тако што се од влакана рамије или свиле исплете мрежаста чарапица и потопи у раствор нитрата цезијума и торијума, затим се загрева у калупу. Влакна од рамије или свиле притом сагоре, а нитрати пређу у оксиде, док мрежица задржи свој ранији облик. Ако се усија у гасној светлости (при сагоревању гасова), зрачи белу светлост (Ауерову светлост) и појачава светлосну моћ пламена десет пута.